# 布蘭登堡的索菲
布蘭登堡的索菲（德語：Sophie von Brandenburg，1568年6月6日—1622年12月7日），薩克森選侯夫人，布蘭登堡選侯約翰·格奧爾格的女兒。

## 家庭
1582年，索菲與薩克森選侯奧古斯特之子克里斯蒂安結婚，兩人3子2女：
1. 克里斯蒂安（1583年—1611年）
2. 約翰·格奧爾格（1585年—1656年）
3. 索菲（英语：Sophie of Saxony, Duchess of Pomerania）（1587年—1635年）
4. 奧古斯特（英语：August of Saxony）（1589年—1615年）
5. 多蘿西亞（英语：Dorothea, Abbess of Quedlinburg）（1591年—1617年）